# 盛周
盛周（？—1561年），字文郁，號文湖，浙江嘉興府秀水縣人，匠籍，明朝政治人物。

## 生平
嘉靖三十一年（1552年）壬子科浙江鄉試第三名舉人。嘉靖三十二年（1553年）聯捷癸丑科會試第二百九十四名，三甲第一百零一名進士。都察院观政，授福建浦城知县，三十五年升南刑部主事、郎中，出知東昌府，四十年卒于官。

## 家族
曾祖盛芳；祖父盛洪；父盛嵩，號橘崖；母沈氏。兄盛唐。弟盛世、虞、時、宋、儒（生员）、夏、殷、朝臣、朝賢、朝聘、朝佐。
子惟謙、惟傅、惟德、惟勲。惟谦，字子益，别号肖湖，以子盛萬年貴累贈大中大夫廣東布政使司右參政。